# 이근진
이근진(李根鎭, 1942년 12월 24일~)은 대한민국의 기업인, 정치인이다. 제16대 국회의원을 지냈으며 웰바스의 대표이사이다. 본관은 단양이며, 경기도 고양군 출신이다.

## 학력
- 일산초등학교
- 남대문중학교
- 명지고등학교
- 성균관대학교 경영학과

## 경력
- 통일민주당 총재특보
- 유한전자(주) 대표이사
- 제16대 국회의원 (고양시 덕양구 을 / 새천년민주당 → 무소속 → 한나라당)
  - 국회 한ㆍ우크라이나 친선협회 부회장
  - 국회 예산결산특별위원회 위원
  - 국회 산업자원위원회 위원
- 웰바스 대표이사 회장

## 역대 선거 결과
| 실시년도 | 선거   | 대수 | 직책     | 선거구                | 정당         | 득표수    | 득표율          | 순위 | 당락 | 비고 |
| -------- | ------ | ---- | -------- | --------------------- | ------------ | --------- | --------------- | ---- | ---- | ---- |
| 2000년   | 총선   | 16대 | 국회의원 | 경기 고양시 덕양구 을 | 새천년민주당 | 29,374 표 | \| \| 44.40% \| | 1위  |      | 초선 |
|          | 44.40% |      |          |                       |              |           |                 |      |      |      |